# Réserve faunique Assinica
Pour les articles homonymes, voir Assinica.
La Réserve faunique Assinica est une réserve faunique du Québec. Elle est située dans la région du Nord du Québec dans la municipalité locale de Eeyou Istchee Baie-James, et couvre une superficie de 8 885 km2.

## Faune et flore
La réserve faunique Assinica est l’habitat d’espèces vulnérables, dont le caribou des bois et le pygargue à tête blanche. Elle abrite aussi les habitats d'espèces potentiellement vulnérables, telles  l’esturgeon jaune, l’engoulevent d’Amérique, le moucherolle à côtés olive et le quiscale rouilleux.
L'épinette noire compose la majorité du couvert forestier de la réserve faunique. On y trouve aussi des pins gris et des épinettes blanches près des cours d’eau.

## Tourisme
La réserve faunique est administrée par la corporation Nibiischii, au nom de la nation crie d'Oujé-Bougoumou. La corporation assure des services de camping rustique, des circuits canotables et des accès aux pêcheurs.

## Toponymie
Assinica vient du mot cri asinikaw signifiant « c'est pierreux » ou « c'est rocheux ». C'est le nom d'un lac du bassin de la rivière Broadback qui traverse la réserve.